# Jugo Menor
Jugo Menor es un despoblado que actualmente forma parte del concejo de Jugo, que está situado en el municipio de Zuya, en la provincia de Álava, País Vasco (España).

## Localización
Estaba ubicado en el lugar que actualmente ocupa la ermita de Nuestra Señora de Jugachi.

## Historia
Documentado desde el siglo XIII (Obispado de Calahorra), se desconoce cuándo se despobló.